# Квантовая технология
Квантовая технология — область физики, в которой используются специфические особенности квантовой механики, прежде всего квантовая запутанность. Цель квантовой технологии состоит в том, чтобы создать системы и устройства, основанные на квантовых принципах, к которым обычно относят следующие:
1. Дискретность (квантованность) уровней энергии (квантово-размерный эффект, квантовый эффект Холла)
2. Принцип неопределённости Гейзенберга
3. Квантовая суперпозиция чистых состояний систем
4. Квантовое туннелирование через потенциальные барьеры
5. Квантовую сцепленность состояний

К возможным практическим реализациям относят квантовые вычисления и квантовый компьютер, квантовую криптографию, квантовую телепортацию, квантовую метрологию, квантовые сенсоры, и квантовые изображения.